# ジロ・デ・イタリア 2009
ジロ・デ・イタリア 2009（Giro d’Italia 2009）は2009年5月9日から5月31日まで行われた、ジロ・デ・イタリアとしては92回目の大会。1909年に開始して100周年の記念大会でもある。

## 概要
コースプレゼンテーションは2008年12月13日、ヴェネツィアのフェニーチェ劇場で行われた。スタート地点はヴェネツィアの沖合いにあるリード島、ゴールはローマに設定されている。また、ジロ100周年を記念してマリア・ローザのデザインをドルチェ&ガッバーナが担当する。

## プレビュー
前年覇者のアルベルト・コンタドールはこの年のツール・ド・フランスに備えるため欠場となったが、電撃復帰しジロ初参戦となるツール7連覇（後にドーピングが発覚し剥奪）のランス・アームストロングがリーヴァイ・ライプハイマーをアシストするという重厚な布陣でアスタナ・チームはチーム連覇を狙う。さらにダニーロ・ディルーカ（2007）、出場停止から復活のイヴァン・バッソ（2006）、2年ぶりのジロ参戦となるダミアーノ・クネゴ（2004）、「最後のジロになるかも知れない。」と語ったジルベルト・シモーニ（2001・2003）、ステファノ・ガルゼッリ（2000）と過去のジロ優勝者も集結。他にも、昨年総合4位のフランコ・ペッリツォッティ、2008年ツール覇者のカルロス・サストレ、2005、2007年ブエルタ覇者のデニス・メンショフなど100周年ジロにふさわしい強力なメンバーがマリア・ローザを争うこととなった。2008年、一気に頭角を現してきたマーク・カヴェンディッシュとこちらも出場停止から復帰してきたアレッサンドロ・ペタッキの新旧スプリンター対決にも注目が集まる。

## ルート変更等
5月19日の第10ステージは当初、1949年のジロ第17ステージでファウスト・コッピが5つの峠すべてをトップ通過してステージ優勝したコースが使われる予定だったが、コース途中に崖崩れ等の可能性があることなどからルートが変更された。スタート地点（クーネオ）とゴール地点（ピネローロ）は変わらないが、フランス国内には入らず、クーネオからピネローロへ直接北上した後、アヴィリアーナ、スーザ、ウルクスを経由、セストリエーレからは当初のルートを使用しピネローロにゴールする。
また5月27日の第17ステージは、ゴール付近に残る雪の影響でコースが短縮されることになった。

## レビュー
第1ステージは3年連続となるチームTT。第1走者のチーム・コロンビア＝ハイロードが優勝という少々波乱の展開で、初日のマリア・ローザはカヴェンディッシュが獲得。
第2、第3ステージではペタッキが鮮やかな連勝で完全復活をアピール。第3ステージ終了時にはマリア・ローザも奪取した。
初の山岳ステージ・山頂ゴールとなった第4ステージはディルーカが鮮烈なゴールスプリントで勝利。マリア・ローザは僅差でトーマス・ルヴクヴィストの元へ。
続く第5ステージも山岳ステージ・山頂ゴール。今度はメンショフがディルーカを抑えてジロ初勝利。ディルーカも念願のマリア・ローザに袖を通す。一方、クネゴ、アームストロング、ガルゼッリがこのステージで大きく遅れてマリア・ローザ争いから脱落した。
第6ステージではミケーレ・スカルポーニが鮮やかに逃げ切り勝ち。ディルーカは三賞ジャージを独占する。第7ステージは21歳のエドヴァルド・ボアソン・ハーゲン、第8ステージはカンスタンツィン・シウツォウとチーム・コロンビア＝ハイロード勢が2連勝。
第9ステージはミラノ周回の華やかなスプリントステージとなる予定だったが、第8ステージでのペドロ・オリリョの大事故、危険なコースレイアウトに対する選手の抗議から異例の勝負中止となる事態に。
ステージ優勝を決めるためのスプリントをカヴェンディッシュが制したが、後味の悪い結末となった。チーム・コロンビア＝ハイロードはチーム3連勝。
休養日明けの第10ステージではディルーカが2勝目。前半の山岳を一人で逃げたガルゼッリがマリア・ヴェルデを奪取した。第11ステージはゴールスプリントでカヴェンディッシュが他を寄せ付けずに勝利。
第12ステージは今大会初の個人TT。ジロ史上最難とも言われたこの難コースをメンショフが制してついにマリア・ローザを奪取。ここからディルーカとメンショフの壮絶な総合争いが幕を開ける。
第13ステージはまたもゴールスプリントでカヴェンディッシュが圧勝。ツールに備えるため、カヴェンディッシュはここでリタイア。続く第14ステージは3度目の山頂ゴール。最後の上りで逃げ集団から飛び出したサイモン・ジェランが2008年ツールに続く山頂ゴール制覇。第15ステージはレオナルド・ベルタニョッリが幸運も重なり逃げ切り勝ち。シモーニが大きく遅れてマリア・ローザ争いから完全に脱落。
第16ステージは1級山岳2つをこなした後に山頂ゴールという今大会屈指の難コース。残り6.5kmで飛び出したサストレが2008年ツールのラルプ・デュエズでの走りを彷彿とさせるような走りで圧勝。
ラスト150mでスパートしたメンショフがディルーカとのタイム差を39秒に広げる。ライプハイマーがここで遅れてマリア・ローザ争いから大きく後退。
休養日明け第17ステージはブロックハウスの山頂ゴールという83kmの短期決戦。残り15kmで飛び出したペッリツォッティが見事な走りで勝利。今度はディルーカがメンショフとの差を26秒に縮めた。逆にサストレが大きく後退。ライプハイマーは圏外へ去った。第18ステージでは逃げ集団のスプリント争いでスカルポーニが2勝目。
最後の山頂ゴールとなった第19ステージは、サストレがまたも鮮やかなスパートで2勝目。メンショフとディルーカとの差は18秒まで縮まる。第20ステージは残り1.5kmで飛び出したフィリップ・ジルベールがグランツール初勝利。メンショフはディルーカとの差を2秒広げ、タイム差20秒で最終決戦へ。
最終第21ステージはローマでの個人TT。リトアニアTTチャンピオンイグナタス・コノヴァロヴァスがグランツール初勝利。メンショフが残り900mでの落車というアクシデントを乗り越えて、見事パヴェル・トンコフ以来13年ぶりのロシア人チャンピオンに輝いた。

## 日程
| 区間                      | 日付   | スタート–ゴール                                                                                    | km        | 区間優勝                         | 総合首位                   | ポイント賞                                               | 山岳賞                                         | 新人賞                                                         | 備考     |  |
| ------------------------- | ------ | -------------------------------------------------------------------------------------------------- | --------- | -------------------------------- | -------------------------- | -------------------------------------------------------- | ---------------------------------------------- | -------------------------------------------------------------- | -------- |  |
| 1                         | 5/9    | リード・ディ・ヴェネツィア                                                                         | 20.5      | チーム・コロンビア=ハイロード    | マーク・カヴェンディッシュ |                                                          |                                                | マーク・カヴェンディッシュ ( エドヴァルド・ボアソン・ハーゲン) | チームTT |  |
| 2                         | 5/10   | イェーゾロ － トリエステ                                                                           | 156       | アレッサンドロ・ペタッキ         | マーク・カヴェンディッシュ | アレッサンドロ・ペタッキ                                 | ダビ・ガルシア・ダ・ペナ                       | マーク・カヴェンディッシュ ( トーマス・ルヴクヴィスト)         | 平坦     |  |
| 3                         | 5/11   | グラード － ヴァルドッビアーデネ                                                                   | 198       | アレッサンドロ・ペタッキ         | アレッサンドロ・ペタッキ   | アレッサンドロ・ペタッキ ( フランチェスコ・ガバッツィ)   | マウロ・ファッチ                               | タイラー・ファーラー                                           | 平坦     |  |
| 4                         | 5/12   | パドヴァ － トナディーコ（サン・マルティーノ・ディ・カストロッツァ）                               | 162       | ダニーロ・ディルーカ             | トーマス・ルヴクヴィスト   | アレッサンドロ・ペタッキ                                 | ダニーロ・ディルーカ                           | トーマス・ルヴクヴィスト ( ジョンリー・オーガスティン)         | 山岳     |  |
| 5                         | 5/13   | トナディーコ（サン・マルティーノ・ディ・カストロッツァ） － カステルロット（アルペ・ディ・シウジ） | 125       | デニス・メンショフ               | ダニーロ・ディルーカ       | アレッサンドロ・ペタッキ                                 | ダニーロ・ディルーカ ( デニス・メンショフ)     | トーマス・ルヴクヴィスト                                       | 山岳     |  |
| 6                         | 5/14   | ブレッサノーネ － マイヤーホーフェン（ オーストリア）                                              | 248       | ミケーレ・スカルポーニ           | ダニーロ・ディルーカ       | ダニーロ・ディルーカ ( アレッサンドロ・ペタッキ)         | ダニーロ・ディルーカ ( デニス・メンショフ)     | トーマス・ルヴクヴィスト                                       | 中級山岳 |  |
| 7                         | 5/15   | インスブルック（ オーストリア） － （ スイス） － キアヴェンナ                                     | 244       | エドヴァルド・ボアソン・ハーゲン | ダニーロ・ディルーカ       | ダニーロ・ディルーカ ( アレッサンドロ・ペタッキ)         | ダニーロ・ディルーカ ( デニス・メンショフ)     | トーマス・ルヴクヴィスト                                       | 中級山岳 |  |
| 8                         | 5/16   | モルベーニョ － ベルガモ                                                                           | 209       | カンスタンツィン・シウツォウ     | ダニーロ・ディルーカ       | ダニーロ・ディルーカ ( エドヴァルド・ボアソン・ハーゲン) | ダニーロ・ディルーカ ( ステファノ・ガルゼッリ) | トーマス・ルヴクヴィスト                                       | 中級山岳 |  |
| 9                         | 5/17   | ミラノ （ドゥオーモ… スフォルツェスコ城 - ロレート広場周回）                                       | 163       | マーク・カヴェンディッシュ       | ダニーロ・ディルーカ       | ダニーロ・ディルーカ ( エドヴァルド・ボアソン・ハーゲン) | ダニーロ・ディルーカ ( ステファノ・ガルゼッリ) | トーマス・ルヴクヴィスト                                       | 平坦     |  |
| 5/18 休息日（クーネオ）   |        | |           |                                  |                            |                                                          |                                                |                                                                |          |  |
| 10                        | 5/19   | クーネオ － ピネローロ                                                                             | 262       | ダニーロ・ディルーカ             | ダニーロ・ディルーカ       | ダニーロ・ディルーカ ( エドヴァルド・ボアソン・ハーゲン) | ステファノ・ガルゼッリ                         | トーマス・ルヴクヴィスト                                       | 山岳     |  |
| 11                        | 5/20   | トリノ － アレンツァーノ                                                                           | 214       | マーク・カヴェンディッシュ       | ダニーロ・ディルーカ       | ダニーロ・ディルーカ ( エドヴァルド・ボアソン・ハーゲン) | ステファノ・ガルゼッリ                         | トーマス・ルヴクヴィスト                                       | 平坦     |  |
| 12                        | 5/21   | セストリ・レヴァンテ － （チンクエ・テッレ） － リオマッジョーレ                                   | 60.6      | デニス・メンショフ               | デニス・メンショフ         | ダニーロ・ディルーカ                                     | ステファノ・ガルゼッリ                         | トーマス・ルヴクヴィスト                                       | 個人TT   |  |
| 13                        | 5/22   | リード・ディ・カマイオーレ － フィレンツェ                                                         | 176       | マーク・カヴェンディッシュ       | デニス・メンショフ         | ダニーロ・ディルーカ                                     | ステファノ・ガルゼッリ                         | トーマス・ルヴクヴィスト                                       | 平坦     |  |
| 14                        | 5/23   | カンピ・ビゼンツィオ － ボローニャ（マドンナ・ディ・サン・ルカ聖堂）                               | 172       | サイモン・ジェラン               | デニス・メンショフ         | ダニーロ・ディルーカ                                     | ステファノ・ガルゼッリ                         | トーマス・ルヴクヴィスト                                       | 山岳     |  |
| 15                        | 5/24   | フォルリ － ファエンツァ                                                                           | 161       | レオナルド・ベルタニョッリ       | デニス・メンショフ         | ダニーロ・ディルーカ                                     | ステファノ・ガルゼッリ                         | トーマス・ルヴクヴィスト                                       | 中級山岳 |  |
| 16                        | 5/25   | ペルゴラ － カーリ（モンテ・ペトラノ）                                                             | 237       | カルロス・サストレ               | デニス・メンショフ         | ダニーロ・ディルーカ                                     | ステファノ・ガルゼッリ                         | ケヴィン・セールドラーイエルス                                 | 山岳     |  |
| 5/26 休息日（キエーティ） |        | |           |                                  |                            |                                                          |                                                |                                                                |          |  |
| 17                        | 5/27   | キエーティ － ブロックハウス（マイエッラ国立公園）                                                 | 83        | フランコ・ペッリツォッティ       | デニス・メンショフ         | ダニーロ・ディルーカ                                     | ステファノ・ガルゼッリ                         | ケヴィン・セールドラーイエルス                                 | 山岳     |  |
| 18                        | 5/28   | スルモーナ － ベネヴェント                                                                         | 182       | ミケーレ・スカルポーニ           | デニス・メンショフ         | ダニーロ・ディルーカ                                     | ステファノ・ガルゼッリ                         | ケヴィン・セールドラーイエルス                                 | 平坦     |  |
| 19                        | 5/29   | アヴェッリーノ － エルコラーノ・ヴェスヴィオ                                                       | 164       | カルロス・サストレ               | デニス・メンショフ         | ダニーロ・ディルーカ                                     | ステファノ・ガルゼッリ                         | ケヴィン・セールドラーイエルス                                 | 山岳     |  |
| 20                        | 5/30   | ナポリ － アナーニ                                                                                 | 203       | フィリップ・ジルベール           | デニス・メンショフ         | ダニーロ・ディルーカ                                     | ステファノ・ガルゼッリ                         | ケヴィン・セールドラーイエルス                                 | 平坦     |  |
| 21                        | 5/31   | ローマ（フォロ・ロマーノ － コロッセオ市街地コース）                                               | 14.4      | イグナタス・コノヴァロヴァス     | デニス・メンショフ         | ダニーロ・ディルーカ                                     | ステファノ・ガルゼッリ                         | ケヴィン・セールドラーイエルス                                 | 個人TT   |  |
| 総距離                    | 総距離 | 総距離                                                                                             | 3454.5 km |                                  |                            |                                                          |                                                |                                                                |          |  |

## 出場チーム
- 太字はUCIプロチーム。中字はコンチネンタルプロチーム。
- ゼッケン（ナンバーカード）はチーム名のアルファベット順となっているが、今回優先的にゼッケン1番を着用できる前回大会個人総合優勝のアルベルト・コンタドール（アスタナ）が欠場したため、アスタナは一桁ではなくチームのアルファベット順の3番目となった。

| アクア・エ・サポーネ＝カッフェ・モカンボ |                              |          |
| No.                                      | 選手名                       | 最終順位 |
| 1                                        | ステファノ・ガルゼッリ       | 7        |
| 2                                        | ダリオ・アンドリオット       | 19・DNF  |
| 3                                        | マッシモ・コドル             | 16・DNF  |
| 4                                        | アレッサンドロ・ドナティ     | 109      |
| 5                                        | フランチェスコ・ファイッリ   | 91       |
| 6                                        | ルッジェーロ・マルツォーリ   | 99       |
| 7                                        | アンドレア・マシャレッリ     | 86       |
| 8                                        | フランチェスコ・マシャレッリ | 17       |
| 9                                        | ジュゼッペ・パルンボ         | 158      |

| アージェードゥーゼル・ラ・モンディアル |                              |          |
| No.                                    | 選手名                       | 最終順位 |
| 11                                     | タデイ・ヴァリャヴェツ       | 9        |
| 12                                     | ウラディミール・エフィムキン | 37       |
| 13                                     | セバスティアン・イノー       | 135      |
| 14                                     | ユリー・クリフツォフ         | 116      |
| 15                                     | ジュリアン・ルベ             | 8・DNF   |
| 16                                     | アレクサンドル・プリューシン | 81       |
| 17                                     | ジャンシャルル・セナック     | 146      |
| 18                                     | ブレーズ・ソネリ             | 64       |
| 19                                     | ギヨーム・ボナフォン         | 87       |

| アスタナ |                            |          |
| No.      | 選手名                     | 最終順位 |
| 21       | ランス・アームストロング   | 12       |
| 22       | ヤネス・ブライコヴィッチ   | 18       |
| 23       | クリス・ホーナー           | 11・DNS  |
| 24       | リーヴァイ・ライプハイマー | 6        |
| 25       | ステーヴェ・モラビート     | 88       |
| 26       | ダニエル・ナバロ           | 31       |
| 27       | ヤロスラフ・ポポヴィッチ   | 15       |
| 28       | ホセ・ルイス・ルビエラ     | 49       |
| 29       | アンドレイ・ザイツ         | 35       |

| バルロワールド |                              |          |
| No.            | 選手名                       | 最終順位 |
| 31             | マウリシオ・ソレール         | 16・DNF  |
| 32             | ジョンリー・オーガスティン   | 77       |
| 33             | フランチェスコ・ベッロッティ | 58       |
| 34             | ディエゴ・カッチア           | 122      |
| 35             | フェリックス・カルデナス     | 66       |
| 36             | ジャンパオロ・ケウーラ       | 101      |
| 37             | クリストファー・フルーム     | 36       |
| 38             | ロバート・ハンター           | 154      |
| 39             | パオロ・ロンゴ・ボルギーニ   | 113      |

| Bボックス・ブイグテレコム |                        |          |
| No.                       | 選手名                 | 最終順位 |
| 41                        | ジュリアン・ブルジ     | 151      |
| 42                        | ステュヴ・シェネル     | 14・DNS  |
| 43                        | ヨアン・ジュヌ         | 16・DNF  |
| 44                        | サイ・アドゥー         | 163      |
| 45                        | ギヨーム・ル・フロシュ | 129      |
| 46                        | エフゲニー・ソコロフ   | 169      |
| 47                        | マテュー・スプリック   | 75       |
| 48                        | ヨハン・チョップ       | 126      |
| 49                        | トマ・ヴォクレール     | 89       |

| ケス・デパーニュ |                                  |          |
| No.              | 選手名                           | 最終順位 |
| 51               | ダビ・アロヨ                     | 11       |
| 52               | アルノル・ジャヌソン             | 57       |
| 53               | ヴァシリ・キリエンカ             | 73       |
| 54               | パブロ・ラストラス               | 45       |
| 55               | ダビ・ロペス・ガルシア           | 20・DNF  |
| 56               | フランシスコ・ペレス・サンチェス | 4・DNF   |
| 57               | マテュー・ペルジェ               | 72       |
| 58               | ホアキン・ロドリゲス             | 11・DNF  |
| 59               | アントニー・シャルトー           | 104      |

| サーヴェロ・テストチーム |                              |          |
| No.                      | 選手名                       | 最終順位 |
| 61                       | カルロス・サストレ           | 4        |
| 62                       | フィリップ・デニャン         | 56       |
| 63                       | サイモン・ジェラン           | 43       |
| 64                       | ヴォロディミル・グストフ     | 54       |
| 65                       | ジェレミー・ハント           | 150      |
| 66                       | テッド・キング               | 113      |
| 67                       | イグナタス・コノヴァロヴァス | 90       |
| 68                       | ダニエル・ロイド             | 114      |
| 69                       | セルヘ・パウエルス           | 33       |

| フジ・セルベット |                            |          |
| No.              | 選手名                     | 最終順位 |
| 71               | イケル・カマニョ           | 39       |
| 72               | エロス・カペッキ           | 15・DNS  |
| 73               | ダヴィデ・ヴィガーノ       | 156      |
| 74               | アンヘル・ゴメス           | 80       |
| 75               | ヘスス・デル・ネロ         | 7・DNF   |
| 76               | エクトル・ゴンサレス       | 103      |
| 77               | アルベルト・フェルナンデス | 165      |
| 78               | フレドリック・ケシアコフ   | 50       |
| 79               | リカルド・セラノ           | 15・DNF  |

| ガーミン・スリップストリーム |                                  |          |
| No.                          | 選手名                           | 最終順位 |
| 81                           | トム・ダニエルソン               | 78       |
| 82                           | ジュリアン・ディーン             | 136      |
| 83                           | タイラー・ファーラー             | 15・DNS  |
| 84                           | キャメロン・マイヤー             | 14・DNS  |
| 85                           | デヴィッド・ミラー               | 15・DNF  |
| 86                           | ダニー・ペイト                   | 144      |
| 87                           | クリスティアン・ヴァンデヴェルデ | 3・DNF   |
| 88                           | ブラッドリー・ウィギンス         | 71       |
| 89                           | デヴィッド・ザブリスキー         | 152      |

| ISD |                              |          |
| No. | 選手名                       | 最終順位 |
| 91  | ジョヴァンニ・ヴィスコンティ | 76       |
| 92  | オスカル・ガット             | 149      |
| 93  | ダリオ・ダヴィド・チオーニ   | 47       |
| 94  | イアン・スタンナード         | 160      |
| 95  | アンドリー・グリフコ         | 22       |
| 96  | ドミトロ・グラボフスキー     | 67       |
| 97  | バルトシュ・フザルスキ       | 102      |
| 98  | レオナルド・スカルセッリ     | 157      |
| 99  | ルスラン・ピドゴルニー       | 8・DNF   |

| ランプレ・N.G.C |                            |          |
| No.             | 選手名                     | 最終順位 |
| 101             | ダミアーノ・クネゴ         | 19       |
| 102             | マッテオ・ボーノ           | 123      |
| 103             | マルツィオ・ブルセギン     | 10       |
| 104             | マウロ・ダダルト           | 120      |
| 105             | エンリコ・ガスパロット     | 60       |
| 106             | フランチェスコ・ガバッツィ | 69       |
| 107             | マルコ・マルツァーノ       | 51       |
| 108             | マヌエーレ・モーリ         | 93       |
| 109             | パオロ・ティラロンゴ       | 38       |

| リクイガス |                                  |          |
| No.        | 選手名                           | 最終順位 |
| 111        | イヴァン・バッソ                 | 5        |
| 112        | ヴァレリオ・アニョーリ           | 61       |
| 113        | キェル・カルストレム             | 62       |
| 114        | ウラディミール・ミホリエヴィッチ | 53       |
| 115        | フランコ・ペッリツォッティ       | 順位剥奪 |
| 116        | マヌエル・クインツィアート       | 106      |
| 117        | ゴラズド・シュタンゲリ           | 96       |
| 118        | シルヴェステル・シュミィド       | 44       |
| 119        | アレッサンドロ・ヴァノッティ     | 107      |

| LPRブレークス |                                    |          |
| No.           | 選手名                             | 最終順位 |
| 121           | ダニーロ・ディルーカ               | 2        |
| 122           | ガブリエーレ・ボジージオ           | 27       |
| 123           | リッカルド・キアリーニ             | 118      |
| 124           | ジャイロ・エルメティ               | 138      |
| 125           | ユーレ・ゴルチェル                 | 55       |
| 126           | マッテオ・モンタグーニ             | 142      |
| 127           | アレッサンドロ・ペタッキ           | 127      |
| 128           | ダニエーレ・ピエトロポッリ         | 94       |
| 129           | アレッサンドロ・スペツィアレッティ | 74       |

| クイックステップ |                                |          |
| No.              | 選手名                         | 最終順位 |
| 131              | アラン・デイヴィス             | 119      |
| 132              | ダリオ・カタルゴ               | 59       |
| 133              | ドリス・デヴェネインス         | 95       |
| 134              | アディ・エンヘルス             | 112      |
| 135              | マウロ・ファッチ               | 108      |
| 136              | フランチェスコ・レダ           | 139      |
| 137              | ケヴィン・ヒュルスマンス       | 98       |
| 138              | ケヴィン・セールドラーイエルス | 14       |
| 139              | ダヴィデ・マラカルーネ         | 18・DNF  |

| ラボバンク |                          |          |
| No.        | 選手名                   | 最終順位 |
| 141        | デニス・メンショフ       | 1        |
| 142        | マウリシオ・アルディラ   | 41       |
| 143        | ラウレンス・テンダム     | 28       |
| 144        | ヨス・ファンエムデン     | 166      |
| 145        | ブラム・デフロート       | 153      |
| 146        | ペドロ・ホリーリョ       | 8・DNF   |
| 147        | ドミトリ・コゾンチュク   | 79       |
| 148        | トム・スタムスナイダー   | 134      |
| 149        | マールテン・チャリンヒー | 100      |

| セッラメンティ・PVC・ディキジョヴァンニ＝アンドローニ・ジョカトーリ |                              |          |
| No.                                                                 | 選手名                       | 最終順位 |
| 151                                                                 | ジルベルト・シモーニ         | 24       |
| 152                                                                 | レオナルド・ベルタニョッリ   | 46       |
| 153                                                                 | ミケーレ・スカルポーニ       | 32       |
| 154                                                                 | アレッサンドロ・ベルトリーニ | 92       |
| 155                                                                 | ホセ・セルパ                 | 13       |
| 156                                                                 | ルーベンス・ベルトリアティ   | 68       |
| 157                                                                 | フランチェスコ・デボニス     | 84       |
| 158                                                                 | カルロス・ホセ・オチョア     | 30       |
| 159                                                                 | ハクソン・ロドリゲス         | 26       |

| サイレンス・ロット |                            |          |
| No.                | 選手名                     | 最終順位 |
| 161                | クリストフ・ブラント       | 70       |
| 162                | フランシス・デフレーフ     | 21       |
| 163                | バルト・ドックス           | 168      |
| 164                | フィリップ・ジルベール     | 97       |
| 165                | ピーター・ヤコブス         | 130      |
| 166                | ヨナス・ユングブラード     | 128      |
| 167                | オリヴィエ・カイセン       | 159      |
| 168                | イェール・ファネンデルト   | 14・DNF  |
| 169                | チャールズ・ウェジェリアス | 105      |

| チーム・コロンビア＝ハイロード |                                  |          |
| No.                            | 選手名                           | 最終順位 |
| 171                            | マイケル・バリー                 | 127      |
| 172                            | エドヴァルド・ボアソン・ハーゲン | 82       |
| 173                            | マーク・カヴェンディッシュ       | 14・DNS  |
| 174                            | トーマス・ルヴクヴィスト         | 25       |
| 175                            | マルコ・ピノッティ               | 40       |
| 176                            | モッリス・ポッソーニ             | 83       |
| 177                            | マーク・レンショー               | 14・DNS  |
| 178                            | マイケル・ロジャース             | 8        |
| 179                            | カンスタンツィン・シウツォウ     | 16       |

| チーム・カチューシャ |                          |          |
| No.                  | 選手名                   | 最終順位 |
| 181                  | フィリッポ・ポッツァート | 14・DNS  |
| 182                  | パヴェル・ブルット       | 125      |
| 183                  | ニキータ・エスコフ       | 65       |
| 184                  | ミハイル・イグナティエフ | 167      |
| 185                  | セルゲイ・クリモフ       | 137      |
| 186                  | ルカ・マッツァンティ     | 42       |
| 187                  | エフゲニー・ペトロフ     | 34       |
| 188                  | アレクサンドル・セロフ   | 117      |
| 189                  | ベン・スウィフト         | 132      |

| チーム・ミルラム |                          |          |
| No.              | 選手名                   | 最終順位 |
| 191              | ルカ・バルラ             | 141      |
| 192              | ローベルト・フェルスター | 162      |
| 193              | マルクス・フォーテン     | 110      |
| 194              | トマス・フォーテン       | 133      |
| 195              | マルティン・ミュラー     | 161      |
| 196              | トマス・ローレッガー     | 29       |
| 197              | マティアス・ルス         | 2・DNF   |
| 198              | ロニー・ショルツ         | 10・DNF  |
| 199              | ビェルン・シュレーダー   | 140      |

| チーム・サクソバンク |                            |          |
| No.                  | 選手名                     | 最終順位 |
| 201                  | ファビアン・カンチェラーラ | 12・DNS  |
| 202                  | イェンス・フォイクト       | 48       |
| 203                  | アンデアス・ルンド         | 155      |
| 204                  | ジェイソン・マッカートニー | 63       |
| 205                  | フアン・ホセ・アエド       | 148      |
| 206                  | ユルヘン・ファンホーレン   | 85       |
| 207                  | ラース・バク               | 20       |
| 208                  | マシュー・ゴス             | 131      |
| 209                  | カスペア・クロステアガード | 147      |

| シャコベオ・ガリシア |                              |          |
| No.                  | 選手名                       | 最終順位 |
| 211                  | セラフィン・マルティネス     | 142      |
| 212                  | グスタボ・セサル             | 145      |
| 213                  | ダビ・ガルシア・ダ・ペナ     | 5・DNF   |
| 214                  | ウラディミール・イザイチェフ | 164      |
| 215                  | ゴンサロ・ラブナル           | 115      |
| 216                  | デリオ・フェルナンデス       | 124      |
| 217                  | イバン・マヨス               | 15・DNF  |
| 218                  | マルコス・ガルシア           | 52       |
| 219                  | エドゥアルド・ヴォルガノフ   | 23       |

## 最終成績

### 個人総合
| 順位     | 選手名                         | 国籍           | チーム                         | 時間           |
| -------- | ------------------------------ | -------------- | ------------------------------ | -------------- |
| 1        | デニス・メンショフ             | ロシア         | ラボバンク                     | 86時間03分11秒 |
| 順位剥奪 | ダニーロ・ディルーカ           | イタリア       | LPR・ブレークス                | +41秒          |
| 順位剥奪 | フランコ・ペッリツォッティ     | イタリア       | リクイガス                     | +1分59秒       |
| 2        | カルロス・サストレ             | スペイン       | サーヴェロ・テストチーム       | +3分46秒       |
| 3        | イヴァン・バッソ               | イタリア       | リクイガス                     | +3分59秒       |
| 4        | リーヴァイ・ライプハイマー     | アメリカ合衆国 | アスタナ                       | +5分28秒       |
| 5        | ステファノ・ガルゼッリ         | イタリア       | アクア・エ・サポーネ           | +8分43秒       |
| 6        | マイケル・ロジャース           | オーストラリア | チーム・コロンビア＝ハイロード | +10分01秒      |
| 順位剥奪 | タデイ・ヴァリャヴェツ         | スロベニア     | AG2R                           | +11分13秒      |
| 7        | マルツィオ・ブルセギン         | イタリア       | ランプレ・N.G.C                | +11分28秒      |
| 8        | ダビ・アロヨ                   | スペイン       | ケス・デパーニュ               | +12分50秒      |
| 順位剥奪 | ランス・アームストロング       | アメリカ合衆国 | アスタナ                       | +15分59秒      |
| 9        | ホセ・セルパ                   | コロンビア     | セッラメンティ                 | +16分11秒      |
| 10       | ケヴィン・セールドラーイエルス | ベルギー       | クイックステップ               | +16分15秒      |
| 11       | ヤロスラフ・ポポヴィッチ       | ウクライナ     | アスタナ                       | 同             |
| 12       | カンスタンツィン・シウツォウ   | ベラルーシ     | チーム・コロンビア＝ハイロード | +19分10秒      |
| 13       | フランチェスコ・マシャレッリ   | イタリア       | アクア・エ・サポーネ           | 同             |
| 14       | ヤネス・ブライコヴィッチ       | スロベニア     | アスタナ                       | +28分07秒      |
| 15       | ダミアーノ・クネゴ             | イタリア       | ランプレ・N.G.C                | +28分39秒      |
| 16       | ラース・バク                   | デンマーク     | チーム・サクソバンク           | +31分53秒      |

### ポイント賞
| 順位     | 選手名                           | 国籍           | チーム                         | ポイント |
| -------- | -------------------------------- | -------------- | ------------------------------ | -------- |
| 剥奪     | ダニーロ・ディルーカ             | イタリア       | LPR・ブレークス                | 170      |
| 1        | デニス・メンショフ               | ロシア         | ラボバンク                     | 144      |
| 順位剥奪 | フランコ・ペッリツォッティ       | イタリア       | リクイガス                     | 133      |
| 2        | ステファノ・ガルゼッリ           | イタリア       | アクア・エ・サポーネ           | 133      |
| 3        | アレッサンドロ・ペタッキ         | イタリア       | LPR・ブレークス                | 104      |
| 4        | エドヴァルド・ボアソン・ハーゲン | ノルウェー     | チーム・コロンビア＝ハイロード | 103      |
| 5        | カルロス・サストレ               | スペイン       | サーヴェロ・テストチーム       | 86       |
| 6        | アラン・デイヴィス               | オーストラリア | クイックステップ               | 82       |
| 7        | イヴァン・バッソ                 | イタリア       | リクイガス                     | 74       |
| 8        | リーヴァイ・ライプハイマー       | アメリカ合衆国 | アスタナ                       | 70       |

### 山岳賞
| 順位     | 選手名                       | 国籍           | チーム                   | ポイント |
| -------- | ---------------------------- | -------------- | ------------------------ | -------- |
| 1        | ステファノ・ガルゼッリ       | イタリア       | アクア・エ・サポーネ     | 61       |
| 順位剥奪 | ダニーロ・ディルーカ         | イタリア       | LPR・ブレークス          | 45       |
| 2        | デニス・メンショフ           | ロシア         | ラボバンク               | 41       |
| 3        | アンドリー・グリフコ         | ウクライナ     | ISD                      | 40       |
| 順位剥奪 | フランコ・ペッリツォッティ   | イタリア       | リクイガス               | 38       |
| 4        | カルロス・サストレ           | スペイン       | サーヴェロ・テストチーム | 30       |
| 5        | ミケーレ・スカルポーニ       | イタリア       | セッラメンティ           | 24       |
| 6        | ジョヴァンニ・ヴィスコンティ | イタリア       | ISD                      | 24       |
| 7        | サイモン・ジェラン           | オーストラリア | サーヴェロ・テストチーム | 15       |
| 8        | ダミアーノ・クネゴ           | イタリア       | ランプレ・N.G.C          | 14       |

### 新人賞
| 順位 | 選手名                         | 国籍         | チーム                         | 時間           |
| ---- | ------------------------------ | ------------ | ------------------------------ | -------------- |
| 1    | ケヴィン・セールドラーイエルス | ベルギー     | クイックステップ               | 86時間19分26秒 |
| 2    | フランチェスコ・マシャレッリ   | イタリア     | アクア・エ・サポーネ           | +2分55秒       |
| 3    | フランシス・デフレーフ         | ベルギー     | サイレンス・ロット             | +17分03秒      |
| 4    | トーマス・ルヴクヴィスト       | スウェーデン | チーム・コロンビア＝ハイロード | +31分45秒      |
| 5    | ハクソン・ロドリゲス           | ベネズエラ   | セッラメンティ                 | +34分37秒      |

### チーム時間賞
| 順位 | チーム名                       | 国籍           | 時間            |
| ---- | ------------------------------ | -------------- | --------------- |
| 1    | アスタナ                       | カザフスタン   | 257時間48分40秒 |
| 2    | チーム・コロンビア＝ハイロード | アメリカ合衆国 | +24分15秒       |
| 3    | セッラメンティ                 | ベネズエラ     | +24分17秒       |
| 4    | リクイガス                     | イタリア       | +32分21秒       |
| 5    | ランプレ・N.G.C                | イタリア       | +58分58秒       |

### その他の受賞者
T.V.賞
- ジョヴァンニ・ヴィスコンティ……26ポイント

敢闘賞
- ステファノ・ガルゼッリ……45ポイント

アッズッリ・ディタリア賞
- ダニーロ・ディルーカ……14ポイント

フーガ・サーヴェロ賞
- マウロ・ファッチ……553ポイント

スーパーチーム賞
- チーム・コロンビア＝ハイロード……400ポイント

フェアプレー賞
- クイックステップ……3ポイント

## ドーピング問題
- 7月22日、当大会において採取されたダニーロ・ディルーカの血液サンプルの中から、持続性エリスロポエチン受容体活性化剤（CERA）の陽性反応が出たとして、国際自転車競技連合(UCI)は出場禁止に処すことを表明。CERA陽性は、第11、第18の各ステージ終了後の採取分から確認された[1]。
- 2010年2月1日、イタリアオリンピック委員会(CONI)はディルーカに対し、2年間の出場停止並びに28万ユーロの罰金命令を下した。[2]。なお、出場停止期間は2011年7月21日まで。